# Chiesa di Sant'Adriano (Sangüesa)
La chiesa di Sant'Adriano, in spagnolo Ermita de San Adrián, è un luogo di culto cattolico legata ad un eremo che si trova in località San Andrián de Vadoluengo nel comune spagnolo di Sangüesa, comunità autonoma di Navarra. Posto sul Camino Aragonés del Cammino di Santiago di Compostela la sua costruzione risale al XII secolo. La chiesa col suo eremo in Spagna è considerato un Bien de Interés Cultural.

## Storia
L'insediamento di San Andrián de Vadoluengo risale almeno all'XI secolo dell'anno 1035 e la sua crescita è legata al maggiordomo di casa reale Fortún Garcés Cajal, a quel tempo alla corte di Alfonso I d'Aragona. L'eremo venne edificato assieme alla sua chiesa con una struttura di tipo fortificato adatta a svolge un ruolo di controllo sul territorio durante i conflitti tra Navarra e Aragona. Sembra verosimile che l'edificio sia stato utilizzato come sede per stendere un trattato di pace tra Sancho III Garcés di Navarra e Ramiro II d'Aragona. La chiesa venne consacrata nel 1141 e poco dopo divenne proprietà dell'ordine religioso legato all'Abbazia di Cluny.

## Descrizione

### Esterni
Il tempio si trova a sud di Sangüesa nella piccola frazione di San Andrián de Vadoluengo. La facciata delle chiesa in stile romanico è molto semplice con il portale compreso dalla cornice incassata con arco a tutto sesto e torre campanaria che si erge con struttura solida in posizione arretrata sulla sinistra e con cella aperta su ogni lato con finestre a bifora.

### Interni
La navata interna è unica con volta a botte. Nel presbiterio si conserva il Crocifisso risalente al XVII secolo, oltre ad altre opere di epoca posteriore.